# Joaquim de Arruda Zamith
Dom Abade Joaquim de Arruda Zamith O.S.B. (Campinas, 28 de julho de 1924 — Vinhedo, 10 de novembro de 2014) foi monge beneditino brasileiro, abade emérito do Mosteiro de São Bento de São Paulo. Foi um dos tradutores da Bíblia de Jerusalém.

## Biografia
Nasceu em Campinas, São Paulo, filho de Colatina de Azevedo Arruda e do Dr. Uberto Alexandre de Siqueira Zamith, naturais de Amparo. Foi batizado em 24 de junho de 1925 na Igreja Matriz de São Geraldo pelo Pe. José Luís de Godoi Cremer, com o nome de Fábio.
Fez seus estudos primários no Externato Assis Pacheco e secundários no Colégio de São Bento de São Paulo, escola mantida pelos monges do Mosteiro de São Bento de São Paulo. Recebeu o crisma em 10 de outubro de 1937 na capela do dito colégio, pelo bispo-auxiliar da Diocese de Paulista, Dom José Gaspar de Afonseca e Silva.
Na preparação para a Escola Politécnica, participou do Movimento da Juventude Universitária Católica (JUC). Decidiu então entrar para a vida religiosa. Em 19 de fevereiro de 1944, ingressou como noviço no Mosteiro de São Bento, estudando Filosofia e Teologia na Escola Teológica da Congregação Beneditina do Brasil, que na época se encontrava no Mosteiro de São Bento do Rio de Janeiro.
Por ocasião da entrada do Brasil na Segunda Grande Guerra, Fábio, mesmo sendo religioso, foi obrigado a receber treinamento militar, experiência que o marcou profundamente e da qual tirou proveito para toda sua vida. Professou seus primeiros votos em 21 de março de 1945, adotando o nome religioso de Joaquim.
Fez a profissão monástica solene em 29 de março de 1948. Foi ordenado diácono em 8 de dezembro de 1949, por Dom Orlando Chaves, SDB, bispo de Corumbá. Recebeu o presbiterado em 23 de dezembro de 1950, das mãos de Dom Antônio Maria Alves de Siqueira, bispo-auxiliar de São Paulo. Logo em seguida, foi enviado a Roma, para a Faculdade de Filosofia do Pontifício Ateneu Santo Anselmo, onde obteve o doutorado em junho de 1955. De volta ao Brasil, tornou-se professor de Cultura Religiosa e Psicologia Filosófica do Instituto de Filosofia do Mosteiro de São Bento de São Paulo, cargo que exerceu durante quatorze anos.
Em 1969, foi nomeado prior do mosteiro pelo seu abade Dom Tito Marchese, OSB. Em 25 de janeiro de 1974, foi eleito abade pela comunidade do Mosteiro de São Bento de São Paulo, cargo que exerceu até janeiro de 1989. Nos sete anos que se seguiram, os abades que o sucederam deram-lhe permissão para pregar retiros e ministrar cursos sobre Espiritualidade Monástica e Sagrada Escritura em muitos mosteiros da Congregação Beneditina do Brasil, além de muitas congregações religiosas e também para o clero secular.
No Capítulo Geral de 1996, foi eleito Abade Presidente da Congregação Beneditina do Brasil. Findo seu mandato em 2002, passou a residir no Mosteiro de São Bento em Vinhedo, lecionando para os formandos da comunidade e assistindo nas atividades pastorais da comunidade. Em 9 de abril de 2005, transferiu sua estabilidade para a Arquiabadia de Saint Vincent da Congregação Americano-Cassinense, desejando viver mais próximo de suas raízes.
Dom Abade Joaquim faleceu aos 90 anos em decorrência de um acidente vascular cerebral. Seu féretro foi recebido no Mosteiro de São Bento em Vinhedo, às dezesseis horas do dia seguinte. A missa de exéquias foi presidida pelo arcebispo metropolitano de Campinas, Dom Airton José dos Santos, no dia doze de novembro, às dezesseis horas, sendo sepultado, em seguida, no cemitério monástico.